# Adelardo López de Ayala

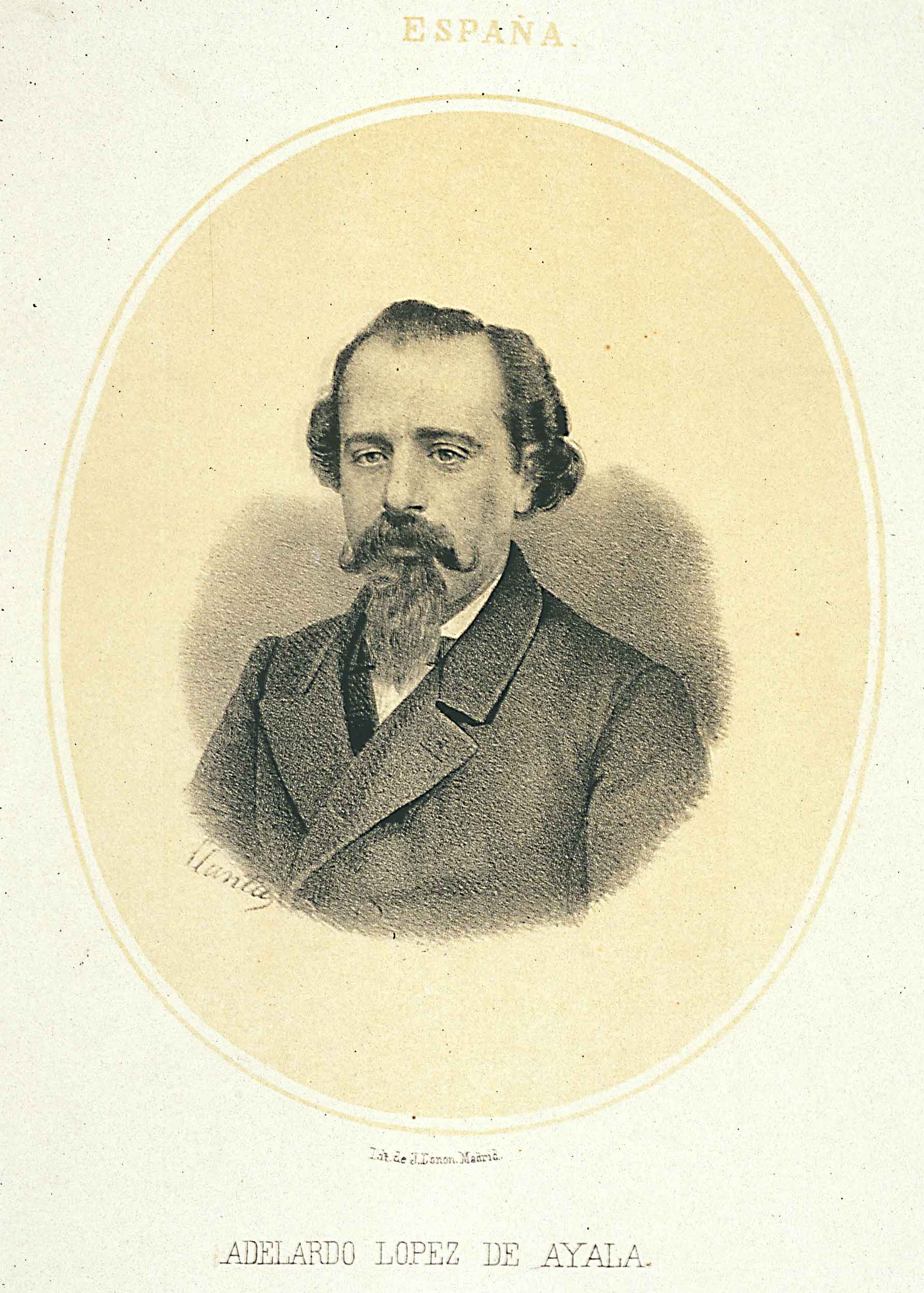
Adelardo López de Ayala. Litografia obra de Santiago Llanta y Guerin.

Adelardo López de Ayala (Guadalcanal, 1 de maig de 1828 – Madrid, 30 de desembre de 1879) va ser un polític i dramaturg espanyol del Realisme.
Va néixer l'1 de maig de 1828 en la localitat de Guadalcanal, que encara que en l'actualitat es troba en la província de Sevilla, pertanyia a Extremadura en l'època. De família benestant, va anar a Sevilla per estudiar batxillerat i Dret, però no va acabar la carrera i es va consagrar al teatre. A Sevilla va escriure la seva primera peça important, el drama històric Un hombre de estado. Va marxar a Madrid per estrenar la seva obra, la qual cosa va aconseguir en el Teatro Español, en 1851. L'èxit d'aquest drama li va permetre a més conèixer a la qual serà la seva esposa, la intèrpret Teodora Lamadrid. Poc després va representar la seva comèdia de capa i espasa Los dos Guzmanes, a l'estil de Calderón, autor que sempre va admirar. En 1851 escriu la seva primera sarsuela, Guerra a muerte, amb la qual inicia la seva dedicació a aquest gènere. També va col·laborar en la premsa, en particular en la satírica: El padre Cobos. En 1857 representa a Mèrida com a diputat liberal i a l'any següent va ser escollit per Castuera. Entre els anys 1857 i 1861 escriu El tejado de vidrio i El tanto por ciento. Amb elles va obtenir grans èxits i es va posar a l'altura d'escriptors consagrats de l'època, com Manuel Tamayo y Baus (principal representant de l'alta comèdia); va ser tal l'èxit de la segona, considerada la millor comèdia de l'autor, que va rebre un homenatge públic en el qual Francisco Martínez de la Rosa li va lliurar una corona d'or i un llibre de poemes en elogi de l'autor. Va seguir estrenant El nuevo don Juan, on reprèn el tòpic personatge romàntic ja tractat a El tejado de vidrio des d'una nova òptica.
Patí desterrament a Portugal per oposar-se al règim d'Isabel II i un any després va subscriure el Manifest de Cadis que va ajudar a destronar-la. Fou nomenat Ministre d'Ultramar en el regnat d'Amadeu de Savoia, però de nou les seves opinions polítiques l'obligaren a dimitir.
El 1870 entra com acadèmic de la llengua i pronuncia un discurs d'ingrés sobre el seu autor teatral favorit, Pedro Calderón de la Barca. Amb Alfons XII, continua com a diputat i ministre. L'any 1878 és nomenat President del Congrés i publica Consuelo, una de les seves millors obres, representada per la que fou el seu segon amor i promesa, Elisa Mendoza Tenorio. Es va estrenar a Madrid el 30 de març de 1878 i a la seva reeixida estrena va acudir el rei, qui a més li va encarregar l'oració fúnebre per la reina Maria de la Mercè en la que fou la seva última aparició pública. El desembre de 1879 el Rei el proposa com a president del Consell de Ministres, cosa que va rebutjar en favor d'Antonio Cánovas del Castillo, car estava ja molt malalt i aquest mateix any va morir a Madrid. Les seves restes es troben en el cementiri de San Justo de Madrid.

## Obra
Va escriure unes catorze peces en total, entre drames històrics, comèdies i sarsueles. Drames històrics són Un hombre de estado (1851), sobre l'espectacular ascens i caiguda de Rodrigo Calderón, secretari de Felip III i mà dreta del Duc de Lerma, i Rioja (1854). Les seves contribucions a l'alta comèdia, gènere en el qual fou l'autor màxim al costat de Manuel Tamayo y Baus, són El tejado de vidrio (1856), El tanto por ciento (1861), El nuevo don Juan (1863) y Consuelo (1878).
Com a dramaturg és molt convencional: la seva intenció és escriure obres morals, però no critica a fons el sistema de valors burgès. Així, el tema del donjuanismo que apareix molt constant en la seva alta comèdia es planteja no com un mite, sinó com el cas d'un seductor professional que altera l'ordenat sistema de valors burgesos, i s'assembla més a un caçadots que a una altra cosa. Amenaça el nucli bàsic de la societat, la família. Per això la justícia no està en mans de Déu, com en l'obra de Zorrilla, sinó en la de les víctimes, que al final ho deixen en solitud i menyspreat. A El tanto por ciento, que té per marc el món de les finances, es tracta d'un engany col·lectiu en el qual estan implicats alhora la fortuna del protagonista i l'honor de l'heroïna, que al final aconsegueixen triomfar i lliurar-se del grup de personatges que hi havia ordit el parany. Consuelo té per protagonista a la dona del títol, que accepta un matrimoni per conveniències econòmiques i benestar social, no per amor. Amb aquesta obra l'autor pretén donar un ensenyament moral i demostrar com els interessos materials es giren contra els mateixos interessats, perquè al final Consuelo es queda sola i es penedeix de la seva decisió inicial.

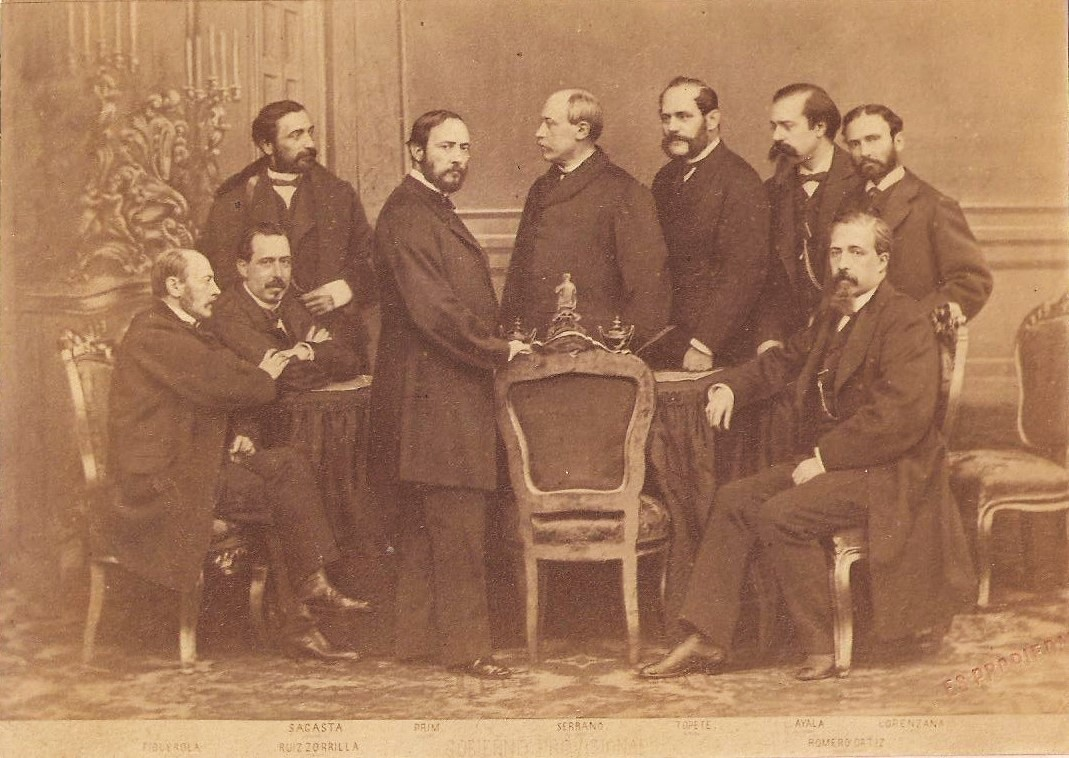
Govern Provisional, 1869. D'esquerra a dreta: Figuerola, Ruiz Zorrilla, Sagasta, Joan Prim, Serrano, Topete,López de Ayala, Lorenzana i Romero Ortiz (foto de J. Laurent).